# Connaissance technique

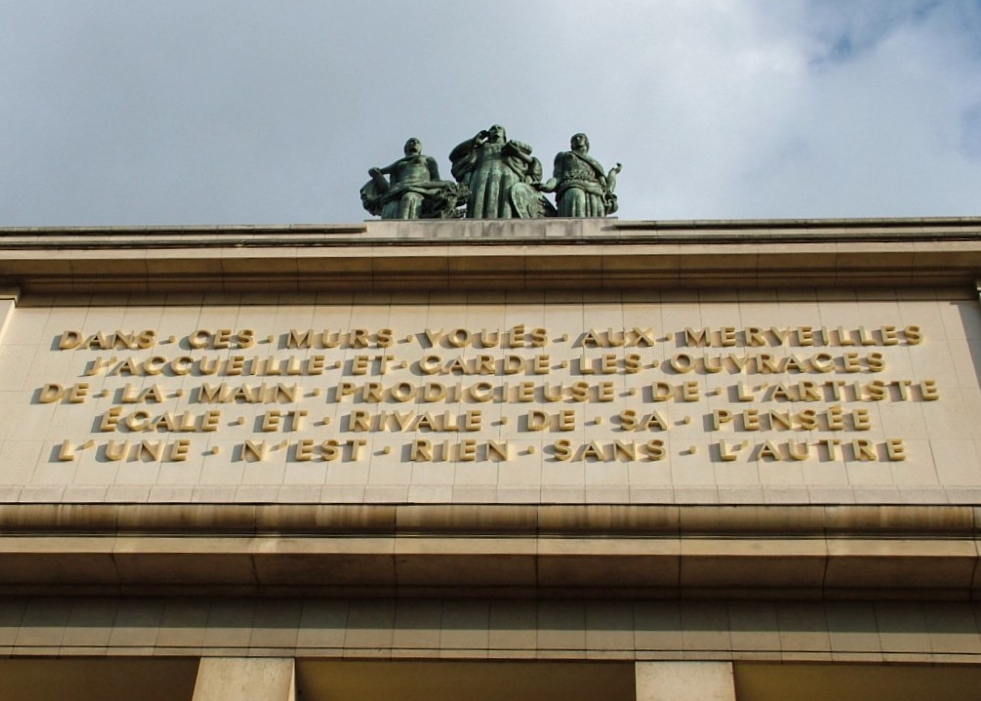
Devise du Musée de l'Homme à Paris - au Palais de Chaillot - qui conserve des merveilles artisanales et industrielles.
"Dans ces murs voués aux merveilles
J'accueille et garde les ouvrages
De la main prodigieuse de l'artiste
Égale et rivale de sa pensée.
L'une n'est rien sans l'autre."

La connaissance technique est l’ensemble des moyens cognitifs mis en œuvre pour conduire à son terme un projet technique, qu'il s'agisse de techniques reposant sur un savoir scientifique axiomatisé, d'art, d'artisanat ou de techniques heuristiques issues de l'expérience.
Les modalités de la connaissance technique peuvent être envisagées dans une perspective historique autour des axes suivants :
- origine et émergence,
- transmission,
- principes de formalisation.

## De la notion de connaissance technique

### Connaissance
Dans le Théétète, Platon définit la connaissance comme une croyance vraie justifiée. Cette définition traditionnelle contient plusieurs idées de nature à préciser la notion :
- une idée de fondement, de quelque chose qui rend fiable cette croyance, de lien intelligible, d’explication,
- une idée de vérité, de fiabilité, et pour laquelle la reproductibilité est démonstration car de nature à vérifier cette rationalité,
- enfin l’idée même de croyance c’est-à-dire qui est de l’ordre de la fausseté et qu’il est nécessaire de traiter pour déterminer le rapport avec l’objet.

Pour Michel Maffesoli, la connaissance est fonction des objets auxquels elle se rapporte : il existe donc des connaissances particulières qui se différencient par ce à quoi elles s’appliquent
Les contextualistes mettent en lumière l’historicité de la connaissance avec ce qui la produit, les motivations et intérêts en jeu, l’histoire sociale et politique dans laquelle elle se construit. La connaissance est donc soumise à un mode de validation historique relatif à un temps et un lieu donnés, et dont la recherche des invariants et des constantes anthropologiques vise à s’affranchir.
Enfin la connaissance diffère du savoir car elle est entachée d’empirisme, elle est teintée de pragmatisme et donc faillible, elle intègre des éléments que le savoir scientifique voit avec suspicion. Elle comporte des éléments donnés (empirisme) et des éléments construits, le tout avec une dimension généralement collective c’est-à-dire partagée.

### Une motivation sous-jacente

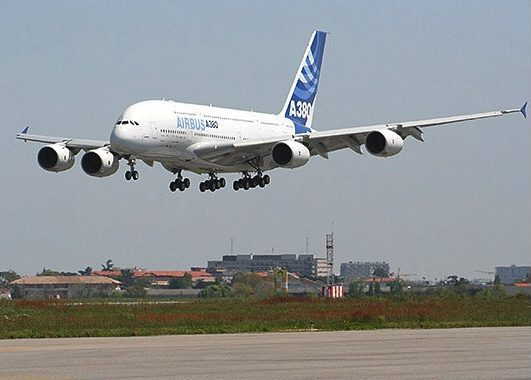
« Construire le plus gros avion civil du monde »

Pour préciser une forme de connaissance particulière, il est possible de situer ce qui la motive dans le champ plus général de la motivation humaine.
L’action technicienne est extrinsèquement motivée car elle est pratiquée soit pour l’obtention d’une conséquence positive (augmentation de la puissance, de la vitesse, du confort, objets permettant le nomadisme...), soit pour l’évitement d’une conséquence négative (diminution de la pénibilité d’une tâche, de la consommation d'énergie...), et non pour son seul contenu.
Au départ, le technicien est porteur d’une intention, d’un projet, d'une ambition téléologique qui motive et organise son action. Celle-ci devient alors une expérience au sens d’un engagement dans une situation de mise à l’épreuve des faits. Ainsi, à partir d’un objectif initial, le technicien vise l’accès à un résultat qu’il jugera positif et qui consacrera la réussite de son action, la pertinence de sa démarche et l’efficacité de sa méthode.

### Le paradoxe de l’efficacité
Pour
Antoine Picon
« l’efficacité technique correspond plutôt à un idéal, à une tension qui se fait jour entre les techniques de conception et de fabrication existantes et un optimum dont on pressent l’existence [...] Dans l’industrie contemporaine, ce n’est jamais l’efficacité que l’on mesure directement, mais des indicateurs qui semblent aller dans le bon sens, comme la productivité du travail humain ou les temps d’utilisation des machines. »
Le socio-anthropologue Alain Gras fait l’hypothèse que la technique est socialement construite et « qu’on ne choisit pas une technique parce qu’elle est efficace, mais c’est parce qu’on la choisit qu’elle devient efficace ».
La question devient alors pourquoi choisit-on une technique plutôt qu’une autre ? Ainsi, la raison d’être d’un objet ou d’une action technique n’aurait de sens que dans une culture et dans un temps donnés, de sorte qu’ils ne peuvent être saisis indépendamment du système où ils font sens et dans un environnement qui les transforme.
En conséquence, toute opinion sur l’efficacité technique implique :
1. Une possibilité de comparer,
2. Une échelle de mesure qui correspond à une capacité à juger en termes de « mieux » ou de « moins bien »,
3. Une représentation du temps, c'est-à-dire une échelle de durée.

### L’illusion de la fatalité technique

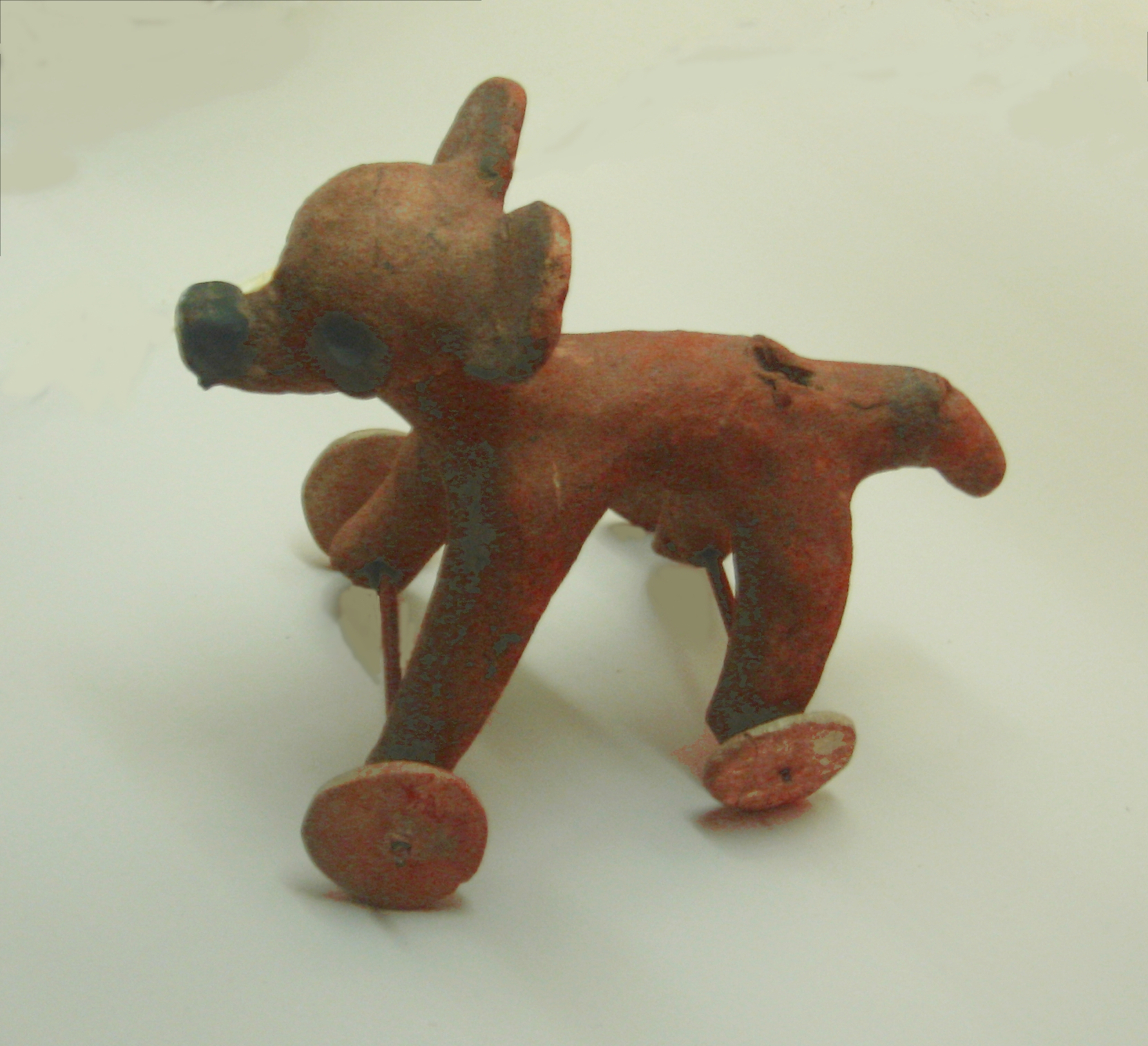
Figurine à roues dans le style de Remojadas

Refusant l’idée d’un progrès technique aussi global que fatal, Alain Gras admet cependant des « micro-évolutions orientées » qui correspondent à des trajectoires technologiques précises et indéniables. Cependant, l’histoire nous donne des exemples singuliers avec :
- des généalogies d’objets dont l’évolution a été brusquement interrompue, non par des carences techniques, mais du fait de modifications des objectifs (du projet). C’est par exemple le cas du dirigeable sacrifié sur l'autel de la vitesse ou encore de l’étrier considéré comme un progrès décisif pour l’équitation jusqu’à la Renaissance mais qui sera négligé par les Indiens d’Amérique
- des refus d’engagement dans des trajectoires technologiques données bien qu’accessibles en termes de faisabilité. C’est par exemple le cas de la roue, utilisée dans des jouets olmèques alors que cette civilisation n’a jamais développé d’engins utilisant la roue. De même, la lenteur de la diffusion de la brouette illustre l'influence de la culture sur la technique.

Par suite, il convient de s’affranchir d’une vision déterministe pour constater l’absence de progressions systématiquement orientées vers un « toujours plus » ou « toujours mieux » en termes d’efficacité. Le développement durable correspond peut-être à un exemple contemporain de réorientation d’un projet technique du fait d’une modification des intentions et donc de la motivation sous-jacente.

### Connaissance technique et développement
Au lendemain de la Seconde Guerre mondiale, le président Harry Truman voyait, dans son discours sur l'état de l'Union du 20 janvier 1949, la connaissance technique comme un puissant moyen pour les pays développés d'aider les pays sous-développés :
« We must embark on a bold new program for making the benefits of our scientific advances and industrial progress available for the improvement and growth of underdeveloped areas. (...) I believe that we should make available to peace-loving peoples the benefits of our store of technical knowledge in order to help them realize their aspirations for a better life. And, in cooperation with other nations, we should foster capital investment in areas needing development. »

### Le champ d’application
Les domaines d’exercice des connaissances techniques peuvent être regroupés de façon plus ou moins arbitraire autour de quelques thèmes fondamentaux tels que :
1. l’élaboration d’objets techniques répondant à des fonctions d’usage précises (machinisme sous ses formes les plus diverses ou encore production d’objets de consommation),
2. l’exploitation dans les domaines de l’énergie, des mines, de l’agriculture, de la chasse ou de la pêche,
3. les transformations des matières premières, les procédés thermiques, chimiques, physiques ou mécaniques, ou encore la production de composés synthétiques,
4. les activités de construction, l’organisation et la maîtrise de l’espace, le transport ou encore les arts militaires.

## Une illustration en archéologie expérimentale

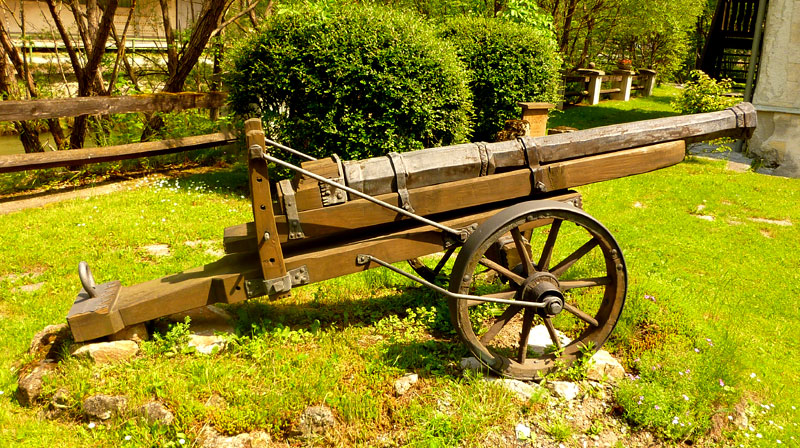
Canon de type « Feldschlange »

En 2000, les frères Grassmayr, célèbres fondeurs de cloches à Innsbruck depuis 1599, se voient proposer une mission d’archéologie expérimentale : couler à l’identique un fût de « Feldschlange » - le célèbre canon de Gregor Löffler (de) - afin d’étudier ce qui rendait ces pièces de bronze allongées tellement supérieures aux autres.
Cela fait des siècles que la famille Grassmayr ne coule plus de canons et jusque-là, toutes les autres tentatives pour fabriquer un canon selon les méthodes anciennes ont échoué…
La fabrication doit suivre pas à pas le procédé ancestral, pour autant que toutes les étapes soient encore connues. Pour cela, les Grassmayr disposent d’une chronique familiale vieille de 400 ans, avec notamment des plans de construction et des tableaux des alliages particuliers du bronze. Après remise en route de l’ancienne fonderie avec son four à bois qui doit donner une chaleur à la fois stable et élevée, la fabrication débute selon la technique de la cire perdue. Vient enfin l’étape de la fusion et du dernier ajout d’étain peu avant la coulée : cette opération se fait à un moment précis dont seul le fondeur connaît le secret. De même, le moment de la coulée et son flux sont déterminés par l’expérience du fondeur. Après quatorze jours de refroidissement, le fût de bronze est dégagé de sa gangue d’argile. Malheureusement une longue fissure apparaît sur le côté : l’échec est attribué à une température de coulée insuffisante.
Ainsi, le savoir-faire pour couler des canons à l’ancienne s’est perdu, et par là-même l’art des anciens maîtres fondeurs tout comme l’expérience technique acquise au cours des siècles.
Si le but premier n’a pas été atteint, cette expérience n’en est pas moins riche d’enseignements car elle illustre de façon concrète le délicat problème de la préservation et de la transmission de la connaissance technique.

## Une technique a-scientifique

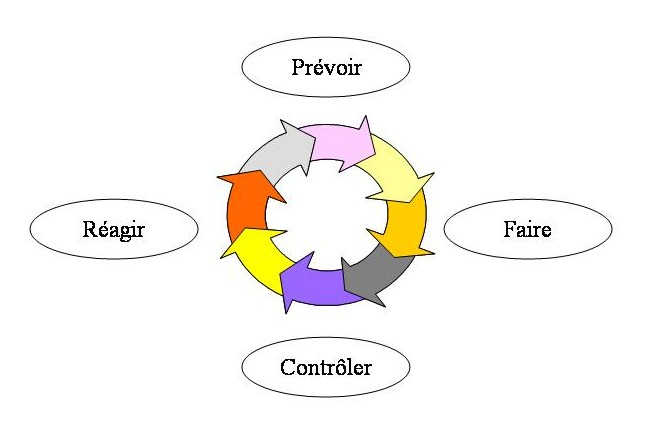
Cercle vertueux de la roue de la qualité

La technique fait partie intégrante de l’histoire des idées. Comme telle, elle a été trop longtemps négligée, la période récente l’assimile le plus souvent et à tort à l’histoire des sciences. Pourtant il faut bien admettre la possibilité d’une technique a-scientifique, c'est-à-dire évoluant en dehors de tout corpus scientifique.
Pour s’en convaincre, il suffit d’examiner le travail d’un garagiste. Celui-ci ignore tout des travaux thermodynamiques des inventeurs du moteur thermique Beau de Rochas ou de Sadi Carnot. Il a cependant acquis un ensemble de repères qui lui permettent d’avoir une activité technique bien réelle et parfaitement efficace.
Cette forme de connaissance peut donc s’apparenter à de l’empirisme que nous définirons comme « une quantité d’observations accumulées et concordantes qui permettent de dégager une certaine forme de vérité sans en rechercher les causes scientifiques et sans raisonnement logique ». Cette approche technicienne peut aussi se résumer par la formule « taille et essaie » qui fut largement utilisée au XIXe siècle dans la mise au point de la turbine hydraulique, se rapprocher de la notion d’expérience qui est le savoir acquis au cours des ans par la pratique et la réflexion, ou encore s’illustrer par la notion moderne de « roue de la qualité » de Edwards Deming.
Pour Bertrand Gille, « le progrès technique s'est fait par une somme d'échecs que vinrent corriger quelques spectaculaires réussites » et c’est d’abord par les échecs, par les erreurs, par les catastrophes que Léonard de Vinci cherche à définir la vérité : les lézardes des murs, les affouillements destructeurs des berges, les mauvais mélanges de métal sont autant d’occasions de connaître les bonnes pratiques.
À l’échelle de l’histoire, il est remarquable de constater que la connaissance technique de type a-scientifique et heuristique a longtemps été la règle, que le progrès technique s’en est fort bien accommodé jusqu’au XVIIIe siècle, époque où se développeront les théories et avec elles de nouvelles formes de connaissance axiomatisées.

## Le geste et la parole

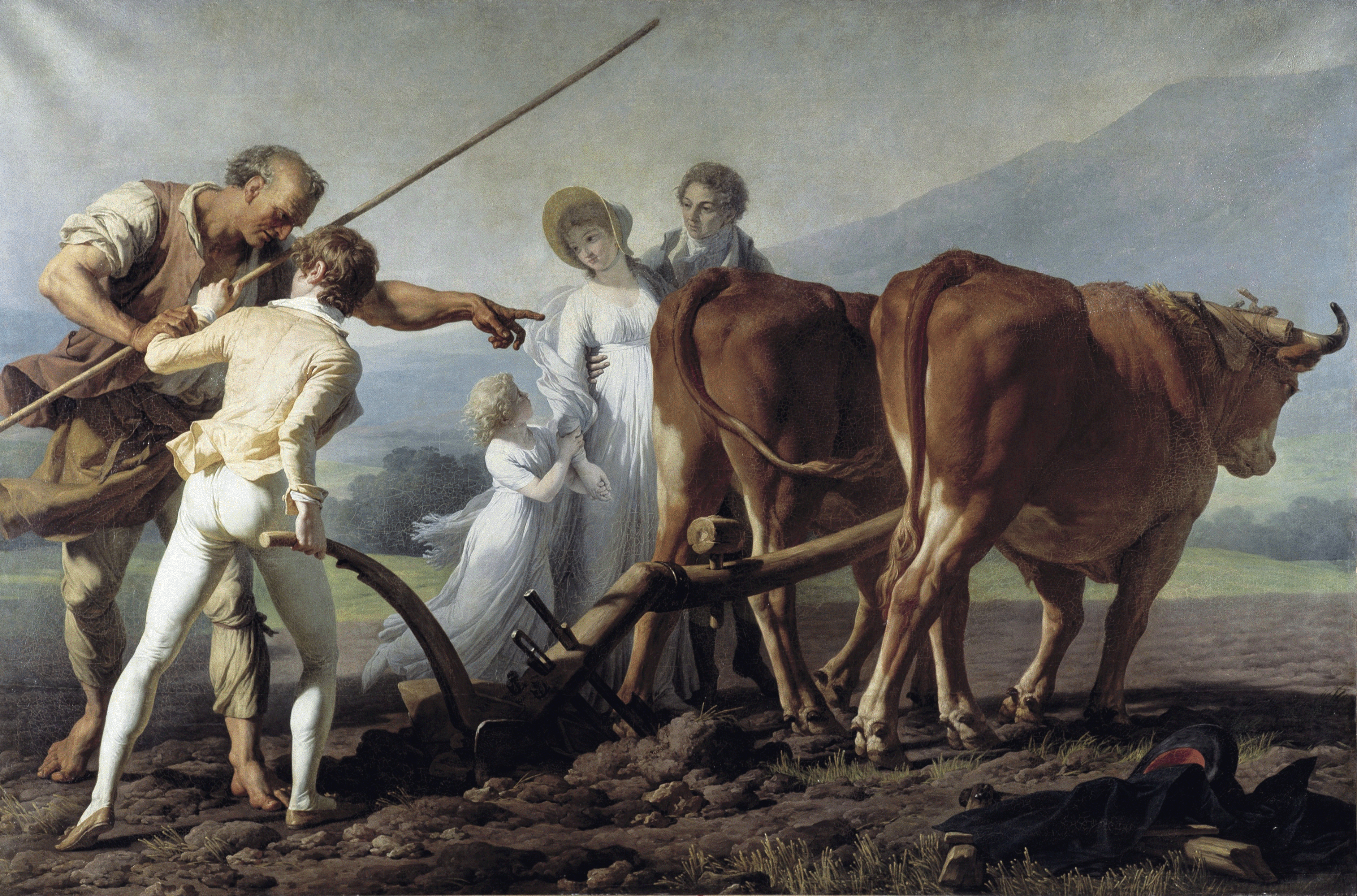
La Leçon de labourage (1793-98)
François-André Vincent

Pour les techniques dites « élémentaires », le geste et la parole sont les vecteurs privilégiés de la connaissance.
Dans ce cas, l’apprentissage est la règle pour acquérir, et par la même transmettre, la connaissance technique qui va le plus souvent s’organiser autour de quelques thèmes fondamentaux comme :
- le choix de la matière première,
- la connaissance de l’acte et du tour de main,
- l’utilisation optimale des outils,
- la nature de l’objet à fabriquer.

Pour introduire en France des techniques nouvelles, Colbert fera venir des ouvriers qualifiés avec obligation d'apprendre ces métiers aux autochtones. Diderot notera que « c'est la main-d'œuvre qui fait l'artiste et ce n'est point dans les livres qu'on peut apprendre à manœuvrer ». D'autres auteurs noteront l'importance de cette forme de transmission des savoir-faire :

« ...d'autres arts industriels sont à peine abordés dans les textes ; c'est notamment le cas de la métallurgie, art pourtant porté à des sommets de technique dans les pays de l'Islam. Il paraît d'ailleurs évident que les arts du feu en général sont des métiers qui s'exercent en atelier, souvent dans un cadre familial, et avec une transmission du savoir qui se fait directement du maître à l'élève. »

— Yves PORTER
Cette forme d’acquisition de la connaissance - par exemple à travers le compagnonnage - reste aujourd’hui d’une grande valeur et efficacité pour nombre de spécialités techniques : l’organiser (maître / apprenti, junior / senior…) n’est qu’intérêt bien compris, vouloir l’ignorer revient à couper le fil de la connaissance alors que dans le domaine de la technique, la continuité dans l'effort inter-générationnel est précisément la règle. On peut aussi parler de savoir par témoignage.

## La recette

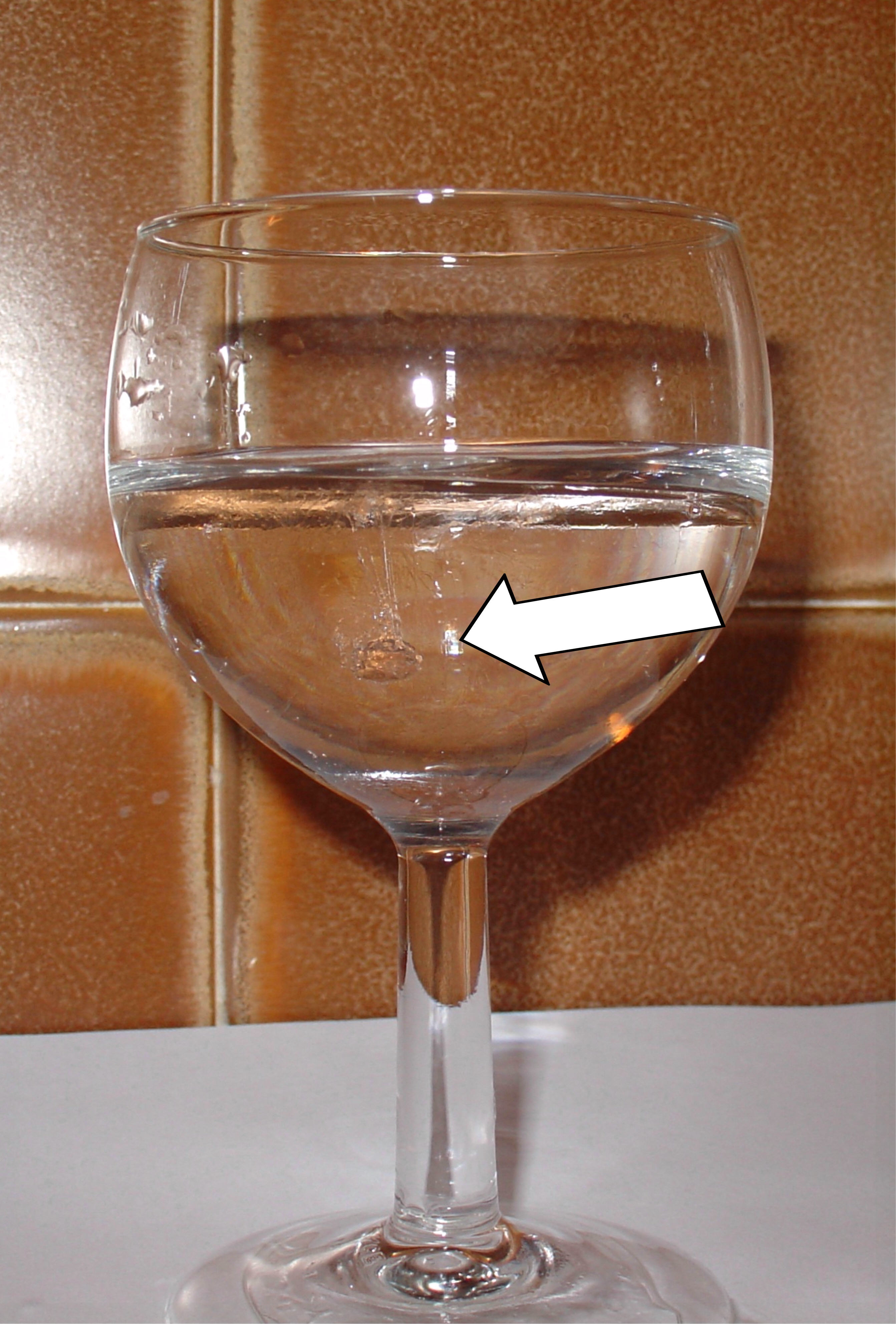
Recette d'aspect : « test de la perle » pour déterminer la cuisson optimale de la gelée de coings

La recette est un processus opératoire, quantifié ou non, qui permet d’arriver au résultat recherché. C’est une accumulation d’observations, un savoir de mémoire centré sur le « comment » plutôt que sur la connaissance scientifique du « pourquoi ».
Les recettes peuvent être de divers types :
1. recettes d’époque ou de temps qui sont, par exemple, des dates d’exécution de telle ou telle opération (ex : « à la Sainte Catherine, tout bois prend racine », date optimale pour couper les bois de charpente...),
2. recettes d’aspect pour piloter une fabrication (ex : couleur de la flamme du four Thomas, cuisson optimale de la gelée de coings...),
3. recettes de qualité qui peuvent concerner le choix des matières premières (ex :usage du fer d'après sa cassure par Mathurin Jousse),
4. recettes de mélange pour déterminer les proportions des différents éléments qui entrent dans la confection d’un produit déterminé (ex : recette de la bouillie bordelaise, recettes tinctoriales[9]).

Au cours des siècles, le terme « recette » a constitué le titre de nombreux ouvrages techniques. L’acception moderne le restreint à la connaissance en matière de cuisine (voir recettes de cuisine, recettes de pâtisserie) alors que dans les autres domaines techniques, la recette a progressivement pris une connotation péjorative.
La littérature technique médiévale est essentiellement faite de recettes car constituée d’éléments disparates non systématisés. Citons quelques exemples :
- la technique artistique avec le moine bénédictin allemand Théophile,
- les recettes de chimie (thème étudié par l’historien Pierre Cézard),
- les machines de guerre avec le traité de Guido da Vigevano vers 1320,
- les techniques d’architecture gothique avec Villard de Honnecourt, architecte picard de la deuxième moitié du XIIIe siècle.

Jusqu’au XXe siècle, l’agriculture a été essentiellement une technique de recettes.

## La description et le dessin

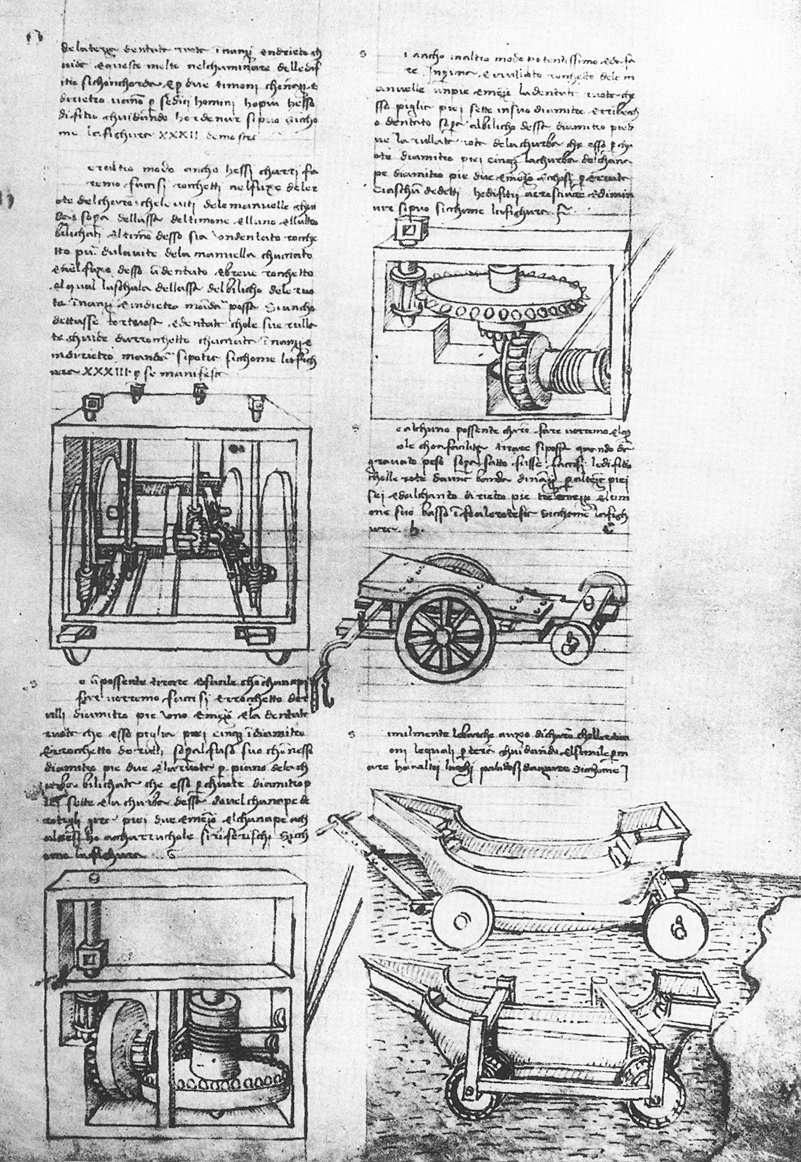
Extrait du carnet d'ingénieur de Francesco di Giorgio Martini - 1470

À partir des œuvres du Moyen Âge et jusqu’aux carnets des ingénieurs de la Renaissance, on assiste à une évolution progressive de la simple description littérale vers le dessin qui deviendra alors le vecteur privilégié de la connaissance technique.

### Les carnets d’ingénieurs
Les « carnets d’ingénieurs » sont des recueils où chacun notait tout ce qu’il avait pu voir d’intéressant pour son métier, tout ce qui avait attiré sa curiosité et son attention. Entre Villard de Honnecourt et Léonard de Vinci ces quelque 150 carnets d'ingénieurs constituent une sorte de catalogue de fabricant, de consultants itinérants en technologie, avec une recherche des fondements de leur art
Ces carnets sont progressivement couverts de dessins qui seront à l’origine du dessin technique. Ils conduiront à la Renaissance aux « théâtres de machines » qui sont des machines en représentation avec des gravures présentant des coupes et des écorchés, le tout complété de quelques explications sommaires.

### Les traités

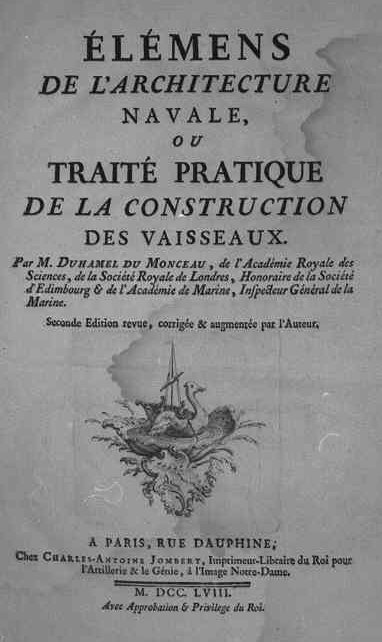
Traité d'architecture navale de Duhamel du Monceau - 1758

Progressivement apparaissent de nouveaux ouvrages où l’auteur réunit tout ce qui concerne une fabrication donnée avec un esprit critique mais pas encore scientifique. Avec le développement du capitalisme industriel au XVIe siècle, mais également de l'imprimerie, la réalisation de ces ouvrages impose une codification des savoirs aléatoires et donc la rationalisation de ces savoirs industriels.
Dans le domaine de la métallurgie, on citera par exemple Georgius Agricola en Allemagne ou encore Vannoccio Biringuccio en Italie. Ainsi naissent des traités de canonnerie, de distillerie, de teinturerie, d’architecture ou encore d’urbanisme qui attestent de la constitution progressive d’une technique ordonnée.
À la fin du XVIIe siècle apparaît la « véritable description » avec l’académie des sciences et Colbert. La Description des Arts et Métiers puis l’encyclopédie de Diderot et d’Alembert suivront cette même voie. Le XVIIIe siècle compte nombre de traités d’agriculture, comme celui de l’agronome anglais Jethro Tull. Progressivement tout secteur technique aura son traité et toute l’Europe occidentale participera à ce mouvement.
Les revues techniques apparaissent à la fin du XVIIIe siècle comme le « Journal » puis les « Annales » des mines (1794), le Journal des Arts et Manufactures (1795) ; suivront les « Annales agronomiques » au cours du XIXe siècle.
Enfin, le XIXe siècle verra l’abandon des théâtres de machines et des descriptions au profit du traité technique du fait de l’avancement des sciences et de l’alliance renforcée entre la science et la technique.

### Le dessin technique

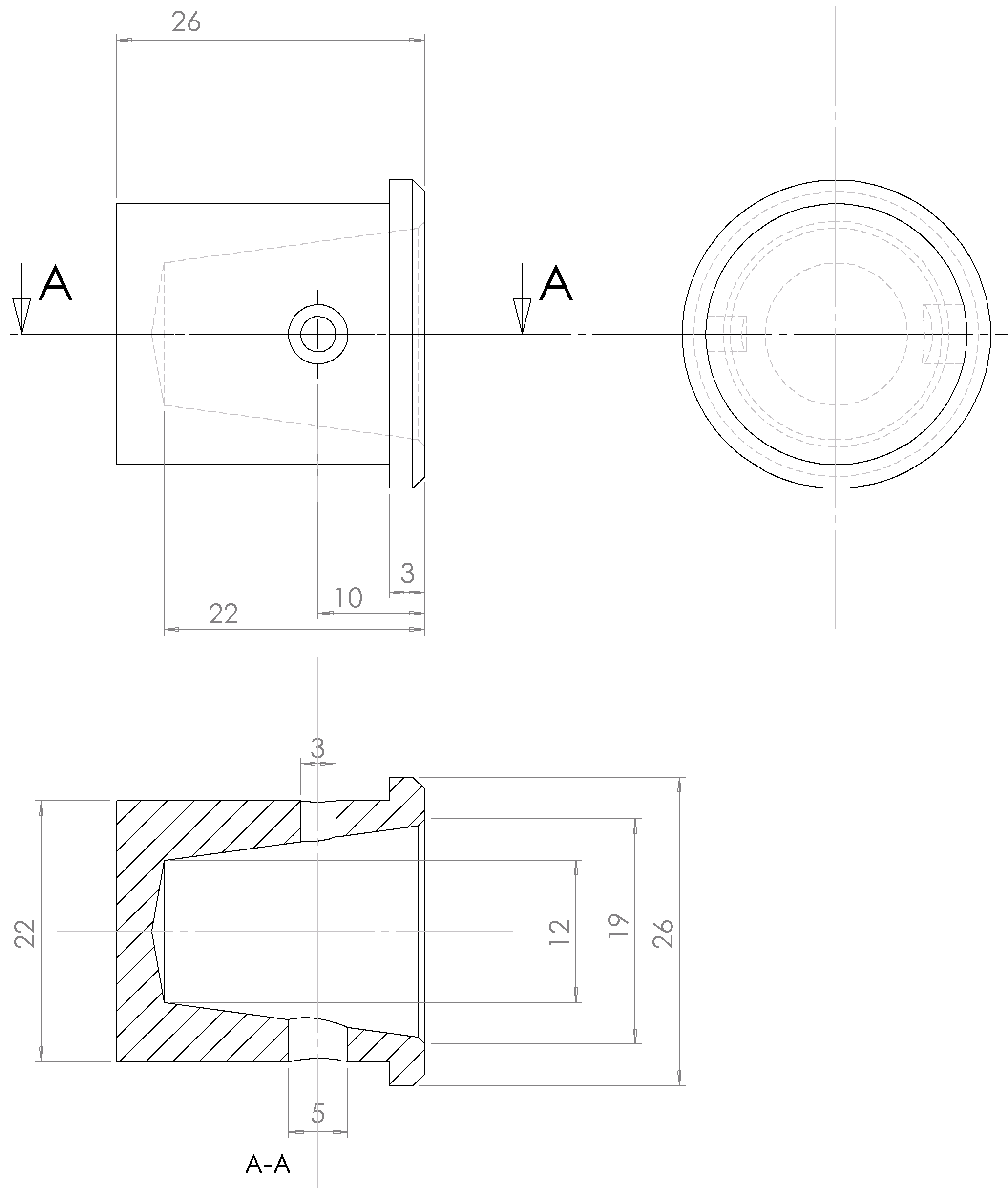
Exemple de dessin technique

Les premières représentations sont des dessins d’ensemble. Elles s’enrichissent progressivement des détails de diverses parties de la machine (De re metallica (en)) ou encore de planches présentant l’ensemble des outils nécessaires à un métier (l’encyclopédie).
Viendront ensuite les représentations graphiques avec le souci de la cotation, comme chez Lorenzo Ghiberti pour la fonte des cloches au XVe siècle ou Matthew Baker pour la construction des navires. Celles-ci évolueront vers le dessin coté puis le dessin industriel (XVIIIe siècle) avec coupes, plans, profils et sections.
À partir des années 1960, les robots à commande numérique font leur apparition chez les grands industriels de l'automobile et de l'aéronautique, et avec eux les premières stations de travail informatiques. Stimulés par les capacités graphiques de ces ordinateurs, de premiers programmes informatiques de DAO sont mis au point.
Si la plupart des industriels de l'automobile (Citroën, Renault, General Motors) et de l'aéronautique (Lockheed, Boeing) ont pour réflexe de créer des logiciels de dessin en 2D, qui permettent de faire du dessin technique sur écran, l'entreprise Dassault, qui cherche tout spécialement à optimiser l'aérodynamique de ses avions et à en étudier les volumes, entreprend dès le départ de mettre au point un logiciel de dessin en 3D: CATIA.
Les premiers logiciels de DAO en 2 dimensions sont commercialisés à partir des années 1970, et s'imposent durant les années 1980. Les logiciels de CAO en 3D, qui attirent l'attention de toutes les industries préoccupées par les enjeux d'aérodynamisme dès les années 1980, s'imposent à partir des années 1990.

## Du modèle réduit à la maquette numérique

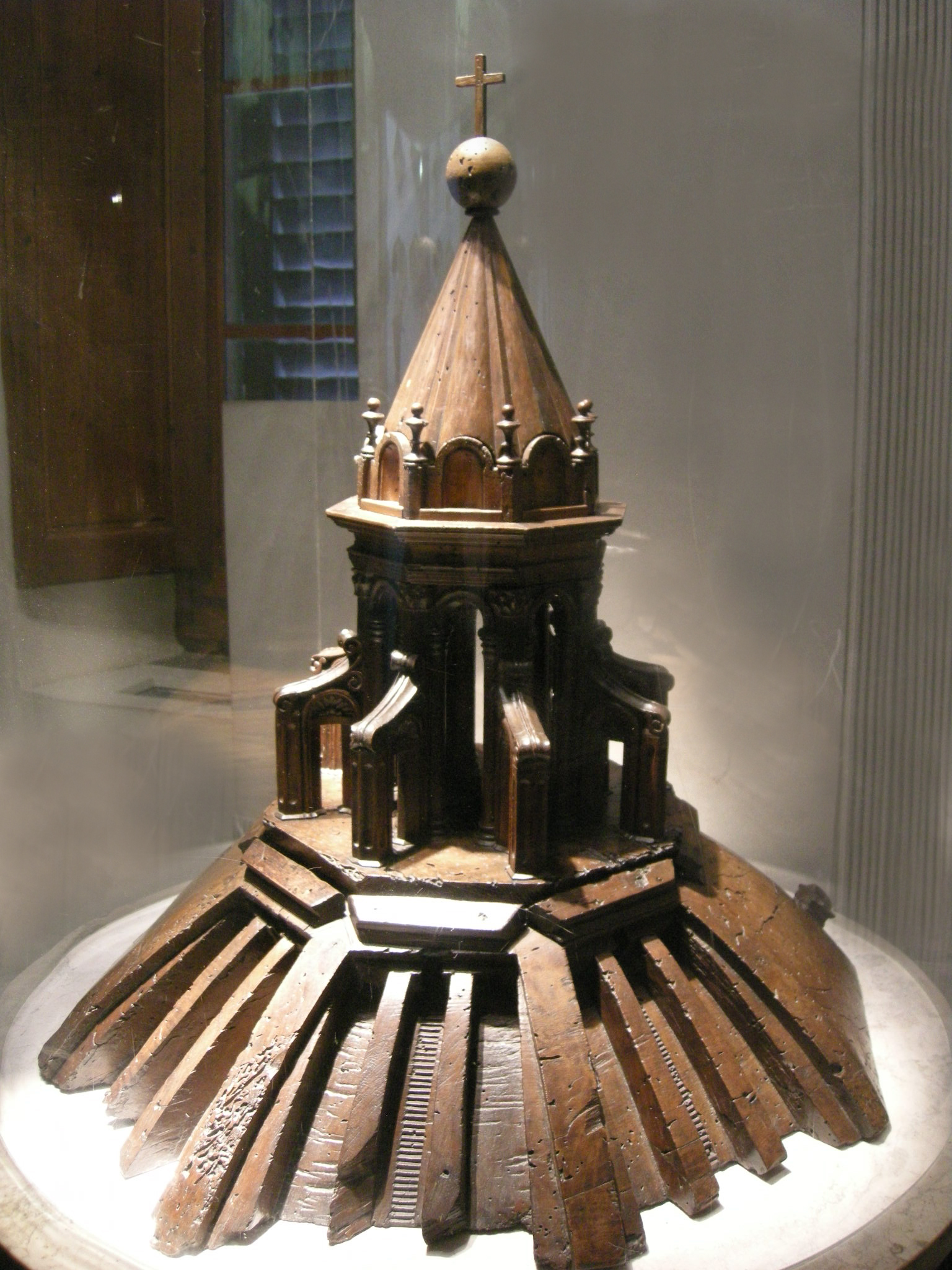
Modèle réduit du dôme de la cathédrale de Florence – Filippo Brunelleschi (vers 1432-6)

Il semble que les mécaniciens grecs aient utilisé le modèle réduit pour la recherche technique et compris qu'il n'était pas nécessairement homothétique, c’est-à-dire la réduction à la même échelle de tous les éléments d'une machine. Le modèle réduit était pratiqué par les ingénieurs de la Renaissance, en particulier pour les édifices en construction et Léonard de Vinci réalisa des expérimentations hydrauliques sur de petits modèles.
Parallèlement au courant visant la représentation, la « collection » sera développée par des savants, de simples curieux ou encore à l’initiative d’universités comme Oxford. En 1683, a lieu à Paris la première exposition de modèles de machines construites par les frères Périer. Il s’agit de modèles réduits de machines réalisés d’après les dessins de quelques théâtres de machines auxquelles viennent s’ajouter dix inventions nouvelles.

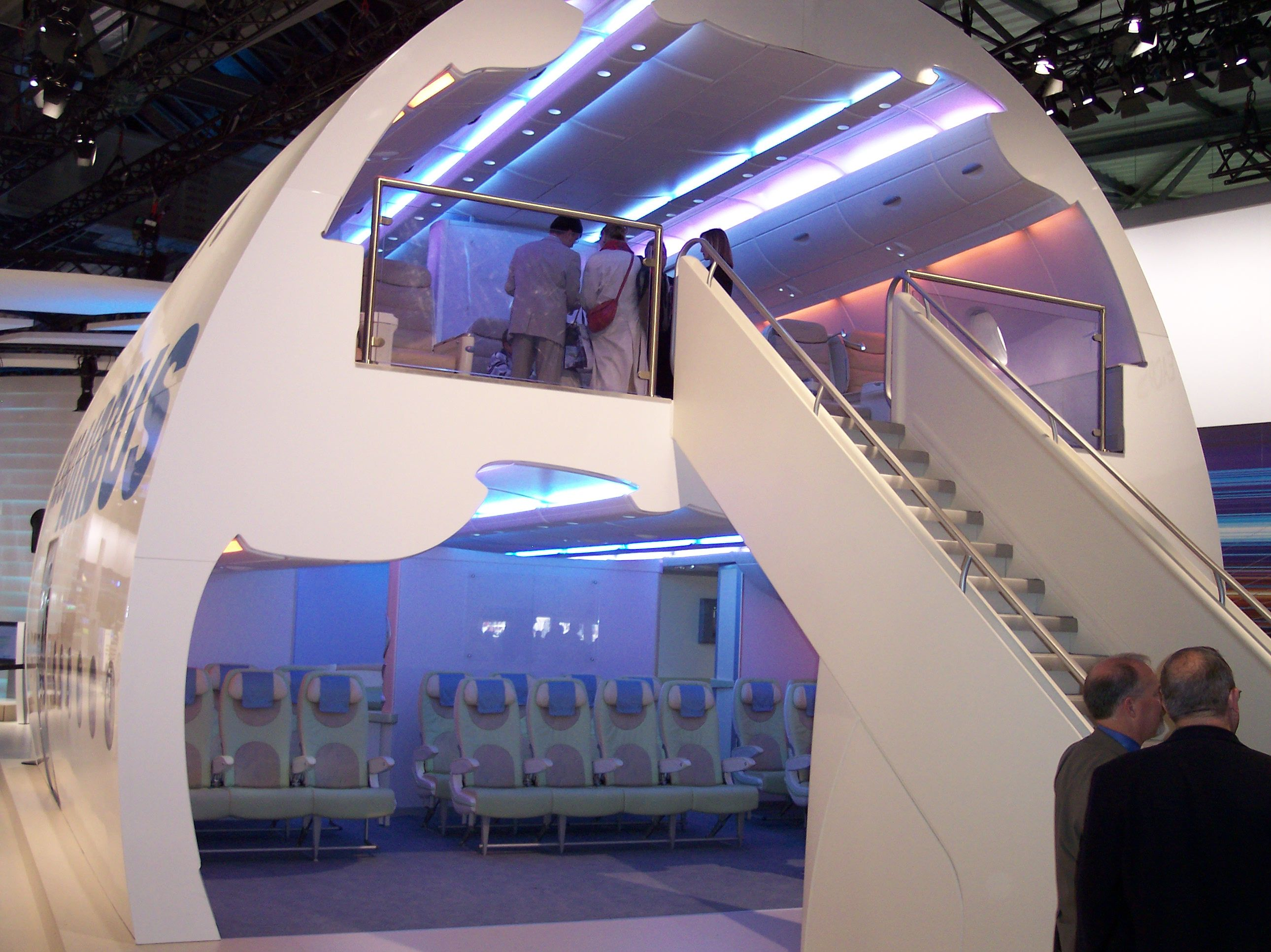
Maquette physique de la cabine de l'A380

Provenant parfois de simples cabinets de curiosité, certaines collections sont restées célèbres tel les modèles et machines rassemblés par l’ingénieur Jacques de Vaucanson qui seront à l’origine du Conservatoire national des arts et métiers, futur musée des arts et métiers et dont le but premier était l’encouragement à l’innovation. Duhamel du Monceau, qui était inspecteur général de la marine, constitua une collection de maquettes de navires qui « lui coûta fort cher » et dont il fit don au Roi à la fin de sa vie.

« ... le feu Roi après avoir témoigné toute sa satisfaction à Mr Duhamel sur le traité de conservation des grains qu'il avait eu l'honneur de lui présenter, lui demanda de lui porter à Versailles un modèle en relief de la tour où l'on déposait le grain, des ailes qui faisaient agir les soufflets et de l'étuve. Mr Duhamel employa les meilleurs ouvriers, et en peu de temps eut la satisfaction de démontrer à son souverain sur ce modèle toutes les opérations qui se pratiquaient depuis longtemps à Denainvilliers »

— Fougeroux de Bondaroy
De même, Tourville propose d'utiliser des maquettes de vaisseaux pour l'instruction. Construits à des fins de démonstrations au service de la formation, les modèles réduits serviront régulièrement à l’expérimentation. En ajoutant la description scientifique, on dispose alors de tous les éléments constitutifs d’une véritable technique.
Le développement de la presse technique combiné à la pratique du dessin industriel feront perdre au modèle réduit son utilité comme outil d’enseignement. Pourtant, ce courant modéliste persistera encore, comme en témoignent les maquettes longtemps jointes aux dépôts de brevets. Dans le même esprit, naîtra plus tard une vague de musées techniques et industriels avec pour double mission la transmission des savoir-faire et la protection de la propriété industrielle. Enfin, la démonstration par modèles des techniciens a certainement précédé celle des physiciens avec les cabinets de physique dans lesquels il s'agissait de faire percevoir des phénomènes dont on était incapable de rendre compte de manière scientifique.

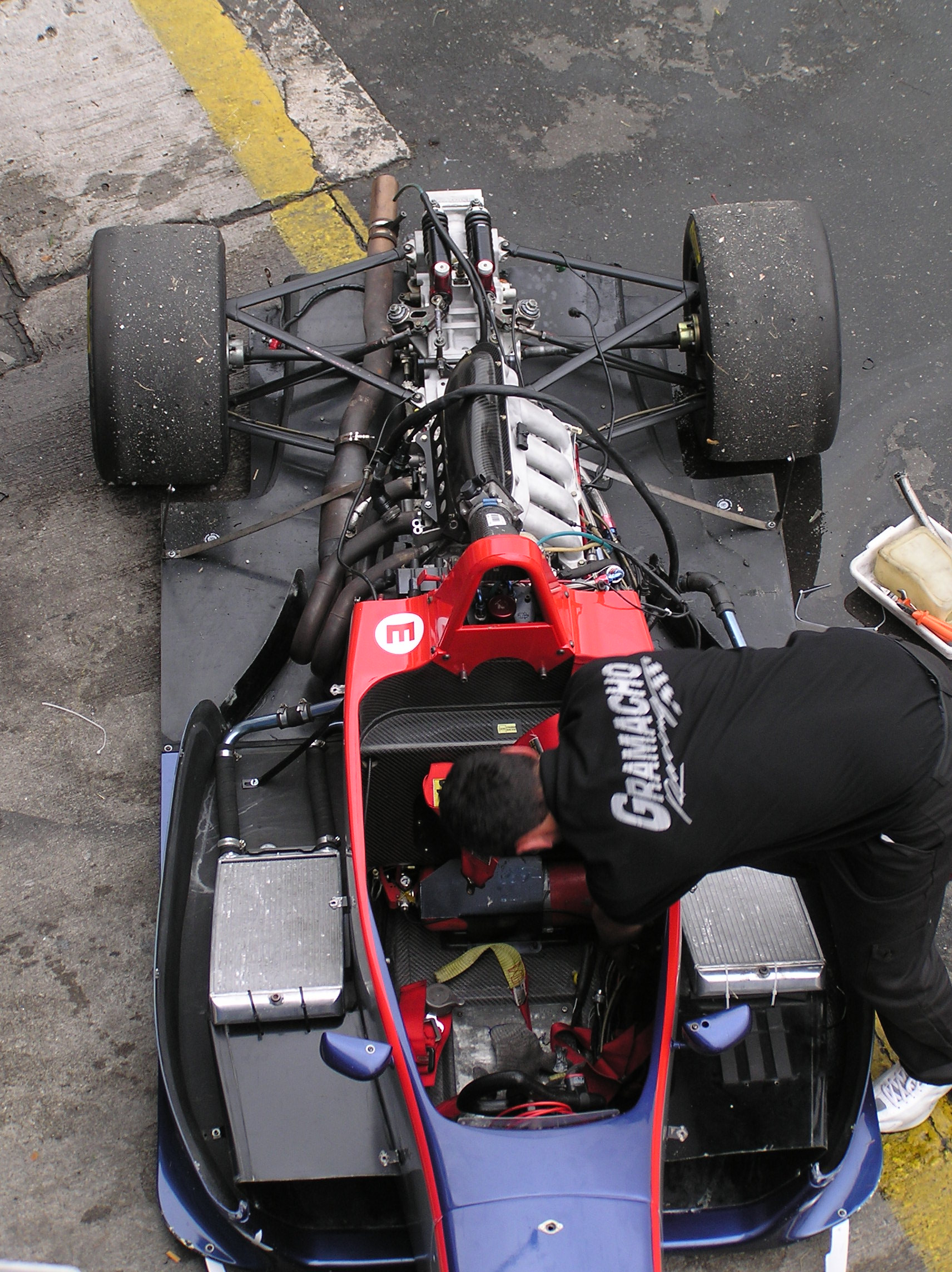
Liaison au sol arrière Formule Renault

À partir des années 1960, la maquette numérique tridimensionnelle remplace progressivement le modèle réduit classique. En 2000, la société Dassault Aviation a annoncé avoir conçu son avion Falcon enitèrement en maquettage numérique, sans l'utilisation de maquettes physiques tandis que la société PSA annonçait avoir conçu la Citroën Xantia entièremenent en CAO 3D.
Grâce à l'ordinateur, la maquette numérique et l'ingénierie assistée par ordinateur permettent de nombreuses analyses utiles pour le technicien :
- analyses statiques,
- analyses cinématiques,
- analyses dynamiques,
- analyses vibratoires,
- analyses acoustiques,
- analyses rhéologiques,
- analyses d'assemblages...

## Une technique scientifique

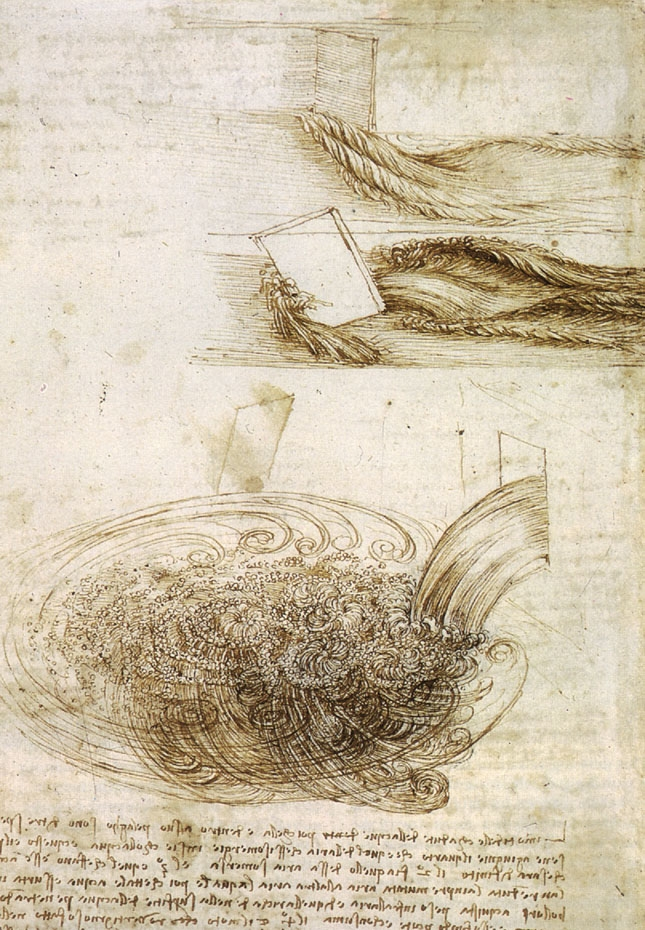
Étude de Léonard de Vinci sur les turbulences

L’utilisation de la science par les techniciens est longtemps demeurée ambiguë car utiliser la science ne signifie pas formellement que la technique devient scientifique, qu’elle s’efface pour devenir une « science dégradée ».
La théorie (ou la science) met en évidence un certain nombre de principes, d’explications de phénomènes techniques, mais ne suffit pas pour maîtriser parfaitement l'action efficace : cette marge représente précisément la différence entre la connaissance technique et la connaissance de type scientifique (ex: la tribologie)
Pour développer une technique scientifique, il faut en premier lieu une certaine conjonction, c'est-à-dire un type de science dont on puisse se servir et, en face, un type de technique propice à une théorisation.
Un premier essai de traitement théorique d’une technique se trouve sans doute dans les roues dentées et les démultiplications rapportées à la théorie des leviers. Le De ponderibus de Jordanus Nemorarius (XIIIe siècle) constitue un bon exemple d’ouvrage dans lequel les préoccupations scientifiques sont mêlées à des problèmes techniques concrets.
Jusqu’au XIXe siècle, la géométrie a été probablement la seule science utilisable par les techniciens. Ainsi paraissent de nombreux ouvrages de géométrie pratique, rédigés en langue « vulgaire », qui se rattachent à la tradition des traités de calcul, et dans lesquels l’auteur simplifie en fournissant les formules utiles sans s’encombrer des détails de la démonstration.
Vers la Renaissance, on assiste à un renversement de méthode : le technicien ne cherchera plus dans la science les quelques connaissances, les quelques formules qui lui étaient directement utiles, il crée la science qui lui est nécessaire et s’intéresse aux développements théoriques qu’elle autorise.
Du XVIe siècle au XVIIIe siècle, avec un prolongement jusqu’au XIXe siècle, la majorité des savants seront aussi des techniciens, le dialogue entre science et technique sera permanent.
Plusieurs stratégies de formalisation scientifique des connaissances techniques apparaissent et sont décrites ci-après :
- la table,
- le module,
- la formule chiffrée,
- la théorisation a posteriori,
- la théorisation a priori.

### La table ou principe du nombre ordonné

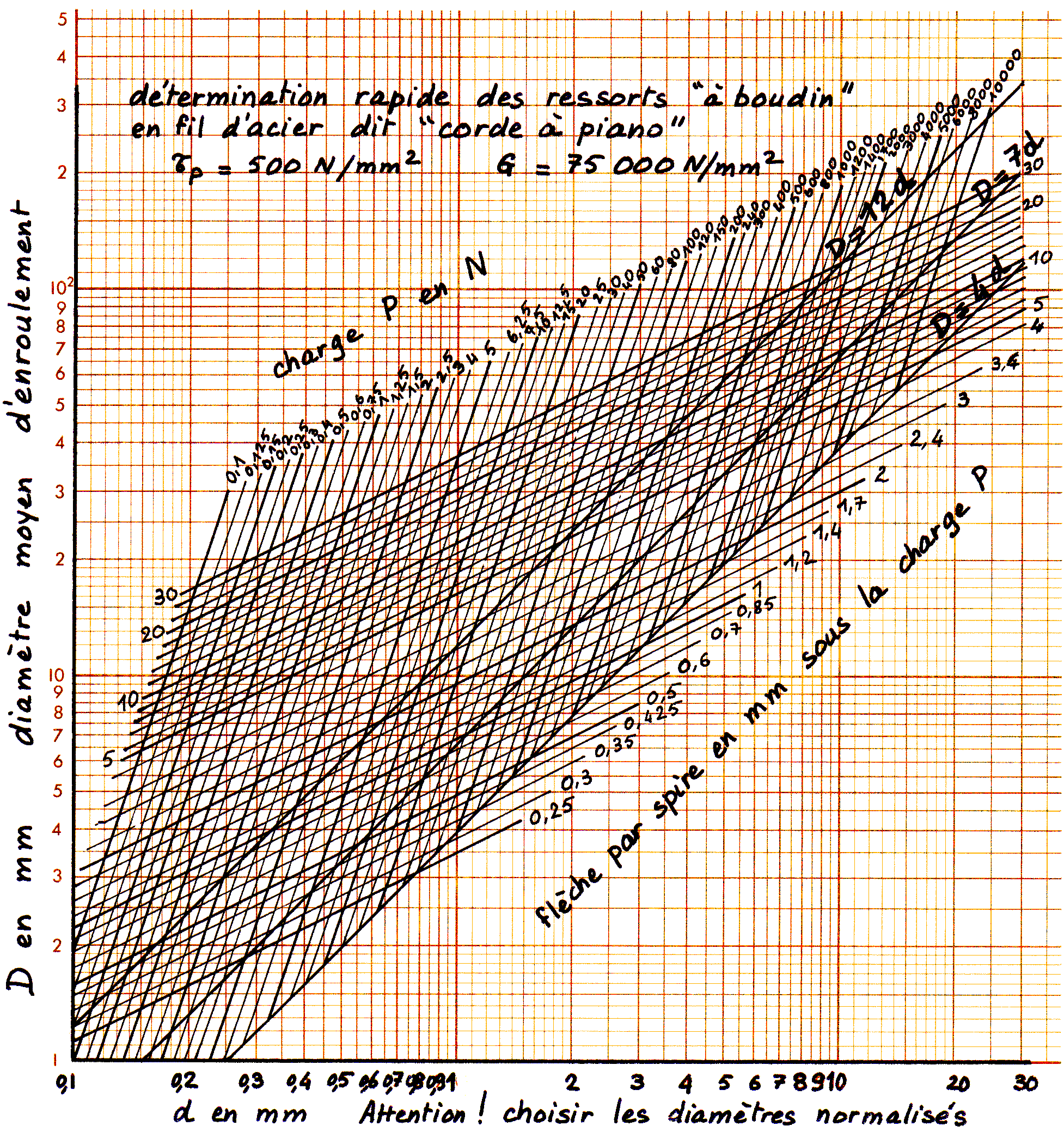
Abaque pour déterminer les caractéristiques des ressorts hélicoïdaux

Dans un ensemble complexe, lorsque l’observation première (l’empirisme) ne permet pas de surmonter une difficulté, il faut adopter une autre méthode.
Pour Aristote, « tout ce que l'on peut connaître a un nombre, sans le nombre nous ne comprenons ni ne connaissons rien ». Et Gille d'écrire à propos des mécaniciens de l'École d'Alexandrie : « leur refus des qualités, des entités abstraites […] leur attachement à la quantité, au nombre, à la série, à la table, leur permirent d'aller plus loin, dans des voies qui se fermèrent à leur tour ». Au départ doit se trouver ce que Philon de Byzance appelait l’élément premier qui doit être mesurable (poids, dimension…). Ensuite, il faut faire varier un certain nombre d’autres éléments bien choisis, eux aussi mesurables, de sorte qu’il n’y ait plus là de simples observations isolées les unes des autres. On abandonne alors les variétés pour les variations en s'attachant à un phénomène particulier pour tenter d'en objectiver toutes les variables et d'en éprouver la sensibilité. Ainsi la recherche de variations fait apparaître progressivement des séries de chiffres ordonnés qui peuvent se mettre en tables pour affiner la compréhension du concept et préparer sa mathématisation.
Les astronomes arabes ont élaboré un grand nombre de tables, appelées zij, et qui sont avant tout des traités d’astronomie pratique dans lesquelles il s'agit de trouver la position des astres dans le ciel. Au début du traité, l'auteur y expose généralement sa méthode de construction des tables par le calcul. En intégrant des recettes, les zij sont un intermédiaire entre une connaissance empirique, résultant d'une simple observation comme on en rencontre dans d'autres traditions astronomiques, et l'application d'une astronomie purement théorique.
Les premières tables sont dites « tables d’observation » ou simplement de « correspondance ». Elles doivent aboutir à une loi universellement admise et que les techniciens pourront traduire en « tables d’exécution » ou abaques. C’est ainsi que seront progressivement constituées à partir du XVe siècle diverses tables, comme les tables de navigation ou encore les tables de tir pour l’artillerie à poudre avec Galilée.
Avec les tables, peu importe pour le technicien, l’explication de ce qu’il réalise puisqu’il peut désormais agir. La science est alors utilitaire, et « il n’est plus nécessaire d’avancer sa connaissance au-delà des limites qu’assigne le but poursuivi », pour reprendre les termes de Gaston Bachelard. Ainsi, dans son Éloge de M. Duhamel, Condorcet écrit : « […] il cherche partout à bien constater quelle est la meilleure pratique, à la réduire à des règles fixes qui la séparent de la routine, à l'appuyer même sur les principes de la physique ; mais s'abstenant de toute théorie quand il ne pouvait la fonder que sur des hypothèses, on voit qu'il ne veut plus être savant dès que la science n'est plus utile ».

### Le module ou principe de l’élément premier

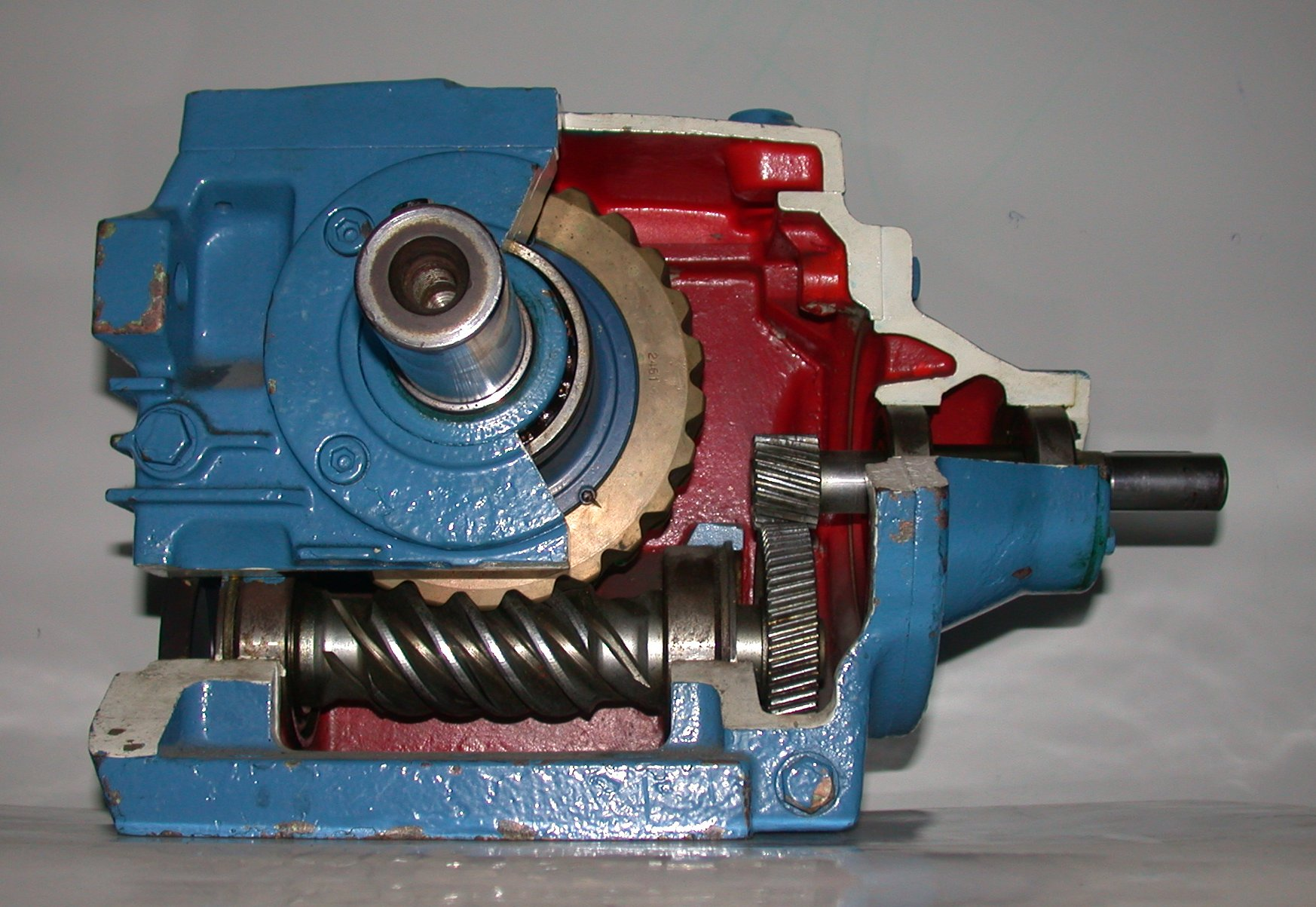
Les engrenages nécessitent un module pour leur dimensionnement

La méthode consiste à choisir un élément premier, nécessairement un élément majeur, en fonction duquel toutes les autres parties seront déterminées à partir de coefficients appliqués à ce module.
D’après Vitruve, le rythme modulaire comprend :
- les proportiones  qui sont des rapports de grandeur reliant les éléments deux à deux,
- les symetriae qui sont les rapports qui lient chacun des éléments à l’unité fondamentale, c'est-à-dire au module.

De là, viennent les notions de proportion, de ton ou encore d’harmonie longtemps mises en avant dans la pratique technicienne.
Bien connu en architecture avec le nombre d'or, le module se retrouve également avec Philon de Byzance pour la construction des engins balistiques dans lesquels la relation entre le poids du boulet et l’énergie nécessaire pour le lancer a été retenue comme élément premier, c'est-à-dire comme module. Avec la vis d’Archimède, la longueur de la vis constitue un autre exemple de module : le diamètre de la vis représente 1/16 de module, le pas de l'hélice 1/8.
La tradition persistera jusqu’à la machine à vapeur, pour laquelle Sébastien de Maillard et ses prédécesseurs tenteront de contourner les obstacles scientifiques à l’aide de modules mais aussi de formules. Un peu plus tard, dans les Réflexions, Sadi Carnot « maintient le calcul à son rang de moyen et se contente volontiers d’être un virtuose de la proportionnalité — un style très ancien ». Dans ce cas, l'emploi des proportions permet de ne pas expliciter des constantes parfois difficiles à déterminer. De même Galilée ignorait que le roulement de la boule sur le plan incliné « absorbait » les 2/7 de g : en procédant par comparaisons, il s'affranchissait de la connaissance de cette donnée.
Exemple d'une application contemporaine : construction d'une cuve à vin en forme d'œuf en utilisant le tracé du pentagone par la méthode de Ptolémée ; le nombre d'or constitue ici le module.

### La formule algébrique
La confection de tables, à partir de séries d’expériences ordonnées, conduira à l’obtention de formules comme ce fut le cas pour la résistance des poutres à la flexion.
Ainsi, de nombreuses tables peuvent donner matière à des courbes, donc à une formule algébrique. La formule applicable mais non démontrable constitue une recette en langage mathématique : son rôle a sans doute été considérable dans l’histoire de la technique.

### La théorisation a posteriori
« Ami lecteur, garde toi de croire les opinions de ceux qui disent et soutiennent que la théorie a engendré la pratique […] Quand vous auriez étudié  pendant 50 ans les livres de cosmographie et de navigation en mer et, que vous disposeriez des cartes de toute une région, d’une boussole, d’un compas et des instruments astronomiques, voudriez-vous pourtant entreprendre de conduire un navire par tous pays comme le ferait un homme réellement expert et rompu à la pratique ? Ces gens là ne s’exposent pas à de tels dangers, quelques théories qu’ils aient apprises. Et quand ils auront bien débattu de la question, il leur faudra admettre que la pratique a engendré la théorie »

— Bernard Palissy. Discours admirable, 1580

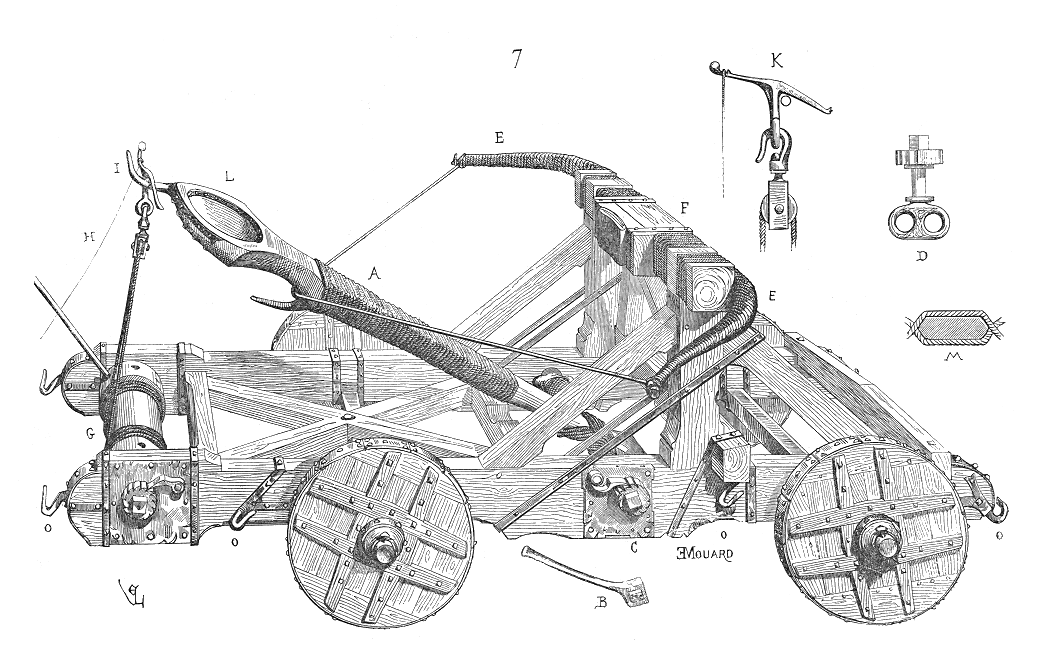
Baliste avant la théorie de la balistique

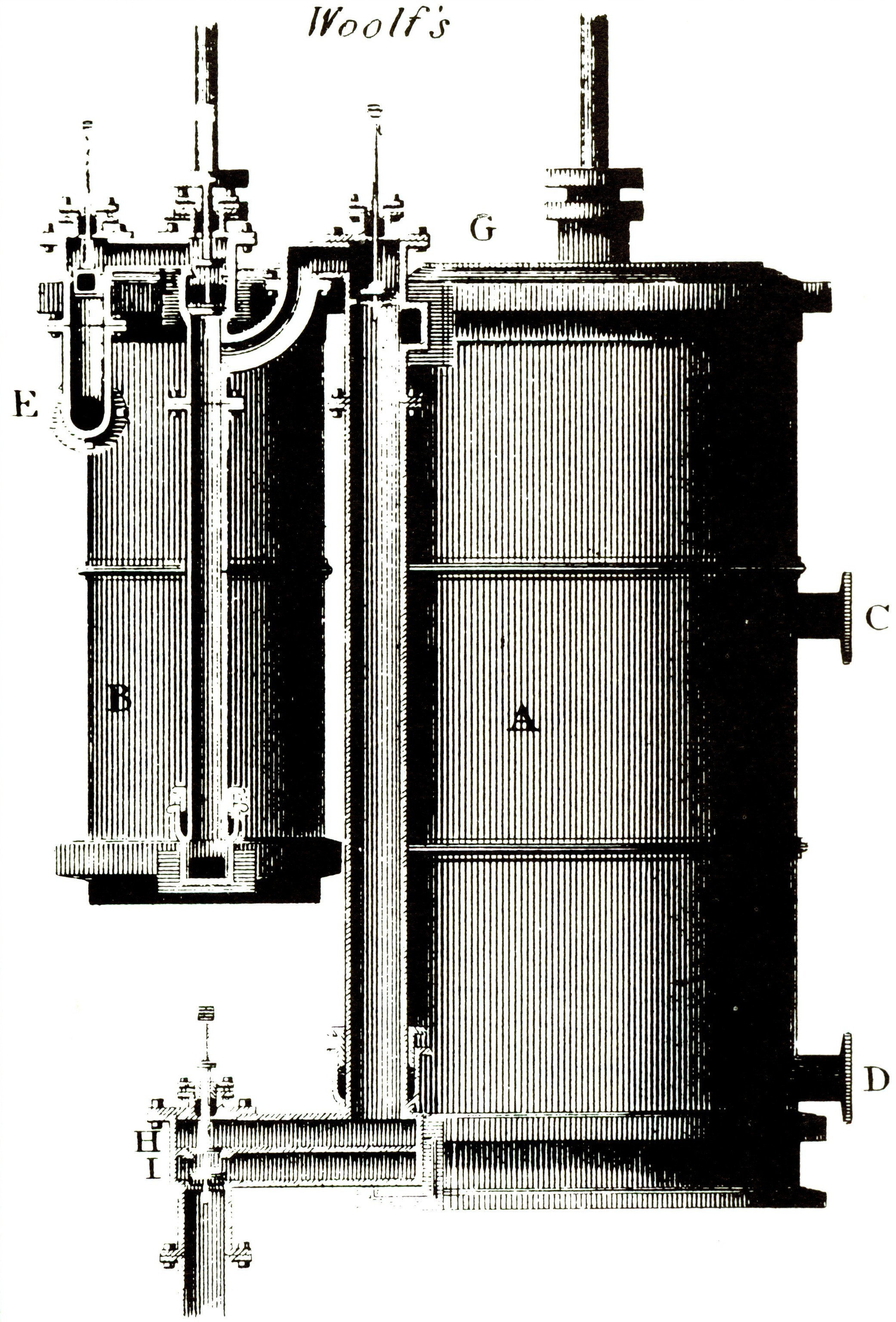
Moteur à vapeur de Woolf combinant haute pression et action par expansion selon le principe de James Watt

Progressivement, à l’empirisme se substitue la cote établie et observée, alors on pouvait commencer à chercher la raison de ces règles et leur perfectionnement. La théorie a toujours apporté quelque chose à la technique, dans le sens de la perfection, de la précision, car elle permet de réduire les marges qui existent dans une connaissance approchée. La connaissance technique se sépare alors de la connaissance scientifique en ce sens qu’elle s’empare des résultats sans se préoccuper de savoir comment ils ont été obtenus.
C’est avec Archimède qu’on tente une première théorisation sur le levier. Héron d'Alexandrie tentera de faire la théorie des machines simples en réduisant le problème à des notions scientifiques connues, en particulier le levier.
Léonard de Vinci cherchera à créer une technique rationnelle, c'est-à-dire à base scientifique mais que la science de son époque ne pourra lui apporter.
Pour théoriser une technique, il est nécessaire de disposer au départ d’une science adéquate. Par exemple :
- sans la dynamique, la balistique ne pouvait exister. Les artilleurs avaient des tables expérimentales de tir, et ce dès la fin du XVe siècle. La science balistique leur a permis d’expliquer les choses mais surtout de dresser des tables plus précises,
- la machine à vapeur a fort bien fonctionné, a même été perfectionnée[29], avant que Sadi Carnot n'en donne la théorie générale en 1824 (Réflexions sur la puissance motrice du feu - Paris) et crée, dans la foulée, une discipline entièrement nouvelle : la thermodynamique.

« Le technicien parfait a de l'esprit contre l'esprit... Chaque invention a humilié l'esprit et consolé. On a fait l'arc, le tunnel et la voile sans savoir assez ce que l'on faisait ; de même le moteur à essence et l'avion »

— Alain

### La théorisation a priori

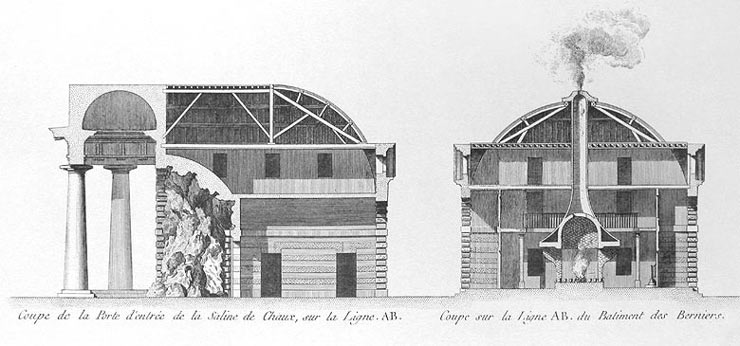
Transformation des saumures en sel à la manufacture royale d’Arc-et-Senans (XVIIIe siècle)

L’industrie chimique existait bien avant la création de la chimie moderne par Lavoisier et Priesley, comme pour le salpêtre, la teinture, l’esprit de sel ou encore les corps gras. Pourtant, elle se trouvait bloquée à un certain niveau jusqu’à ce que la science jette les bases de l’industrie chimique. Le passage de la connaissance à l’industrie nécessitera la création d’une interface d'échanges scientifiques/techniques correspondant au génie chimique, dans laquelle se trouveront des associations entre chimistes et ingénieurs, savants et techniciens et qui feront s’effacer progressivement la frontière entre connaissance technique et connaissance scientifique.
Avec l’industrie nucléaire, la démonstration devient encore plus probante : son développement n’aurait jamais eu lieu sans l'acquisition préalable des connaissances scientifiques correspondantes.
Enfin, la découverte théorique du laser (lumière cohérente amplifiée) au début du XXe siècle par Albert Einstein voit ses premières applications industrielles dans les années 1950 alors qu'un siècle plus tard, en l'an 2000, plus personne n'est ému par un graveur de CD-Rom.
La création des écoles qui dispenseront un enseignement scientifique basé sur la physique et les mathématiques sera un tournant décisif. Ainsi, l'école des ingénieurs de l'Université de Leyde confiera dès 1600 un cours de mathématique à Simon Stevin. À côté des caméralistes allemands, la France s'orientera vers la création d'écoles d'ingénieurs, avec entre autres, les écoles d’hydrographie (1682) chargées d’enseigner les règles de la navigation maritime ; l’école des ingénieurs-constructeurs créée par Duhamel du Monceau (1741) où enseignent Pierre Bouguer, Étienne Bézout et Charles Étienne Louis Camus ; l’École des ponts et chaussées (1747) ; l’École des mines (1783) ou encore l’École polytechnique (1794) grâce à la Convention.

## Perspectives

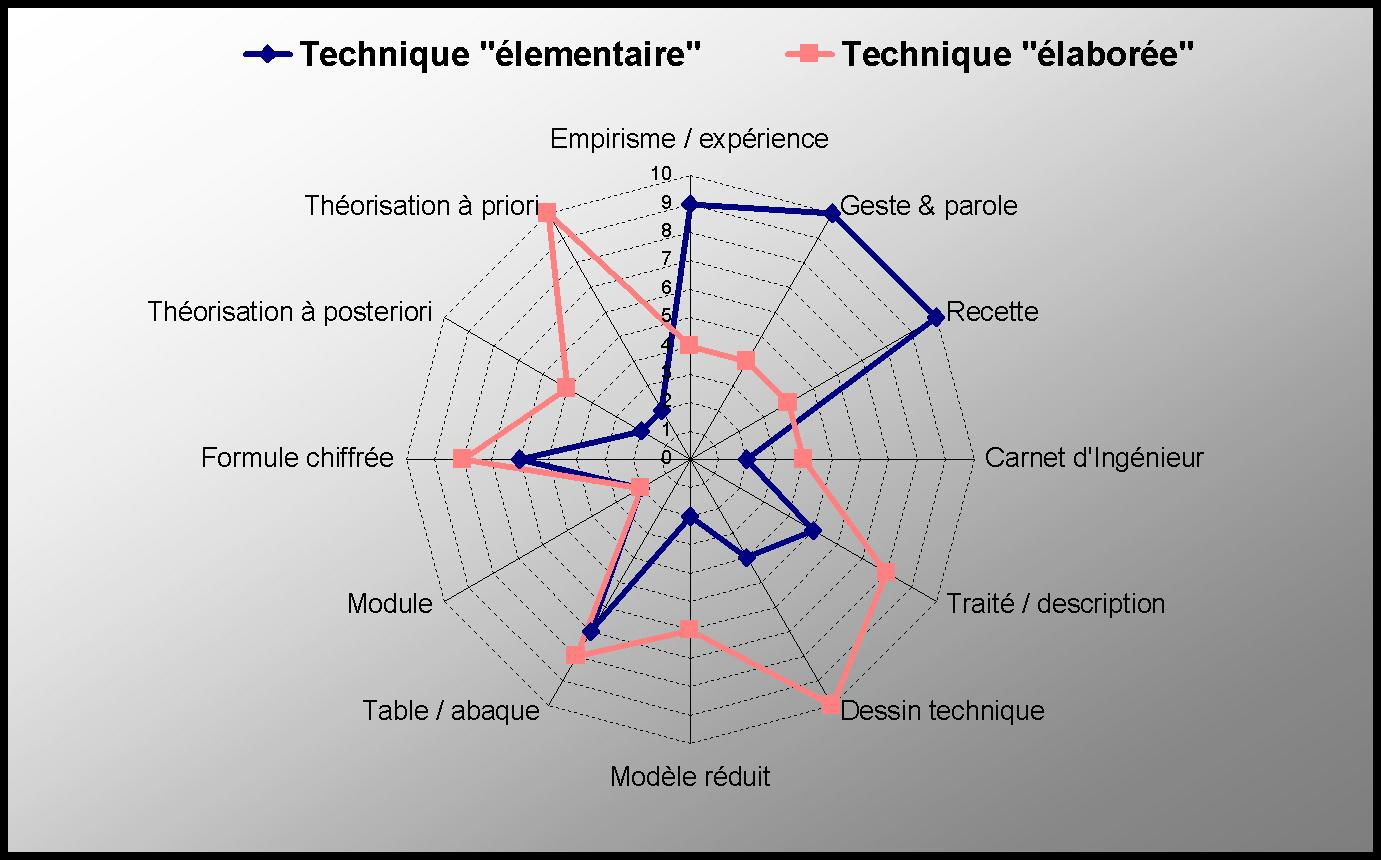
Principe d'évaluation des sources de connaissance pour une activité technique donnée

Parmi la diversité des techniques mises en œuvre, certaines peuvent paraître « élémentaires ». Ce sont celles pour lesquelles le geste et la parole, l’empirisme ou encore la recette sont aux fondements de la connaissance. On les trouvera aujourd’hui plutôt dans les activités d’installation, d'entretien, de réparation ou dans l’artisanat.
À l’opposé, se développe une activité technicienne faite d’exigences scientifiques avec un objectif de conception, d'ingénierie, d’élaboration d’outils et d’objets techniques finalisés et qui s'appuie sur des disciples adéquates.
Entre les deux, s'exerce une activité technicienne, basée sur des opérations de mise au point et de développement qui nécessitent toujours « coup de main », « astuce » et « rectification ».